# Municipio de Elk (Misuri)
El municipio de Elk (en inglés, Elk Township) es una subdivisión territorial del condado de Stoddard, Misuri, Estados Unidos. Según el censo de 2020, tiene una población de 272 habitantes.
Abarca una zona exclusivamente rural.

## Geografía
Está ubicado en las coordenadas 36°41′37″N 89°49′4″O / 36.69361, -89.81778. Según la Oficina del Censo de los Estados Unidos, tiene una superficie total de 281,54 km², de la cual 280,69 km² corresponden a tierra firme y 0,85 km² es agua.

## Demografía
Según el censo de 2020, hay 272 personas residiendo en la zona. La densidad de población es de 0,85 hab./km². El 91,54 % son blancos, el 1,10 % son afroamericanos, el 3,68 % son de otras razas y el 3,68 % son de una mezcla de razas. Del total de la población, el 4,41 % son hispanos o latinos de cualquier raza.